# Delmas (Südafrika)
Delmas ist eine Stadt in der südafrikanischen Provinz Mpumalanga. Sie ist Sitz der Lokalgemeinde Victor Khanye im Distrikt Nkangala.

## Geographie
Die Stadt liegt am Westrand Mpumalangas, unweit der Grenze zur Provinz Gauteng. Das Gebiet gehört zum Highveld. Townships im Nordosten von Delmas sind Delpark und Botleng (Sesotho, deutsch: der Ort des Schönen). Delmas hatte 2011 bei der Volkszählung 7399 Einwohner.

## Geschichte
Delmas wurde 1907 auf dem Gebiet der Farm Witklip gegründet. Deren Besitzer war der Franzose Frank Dumat, der die Stadt nach dem Französischen de le mas taufte, deutsch etwa: „von dem Landhaus“.
1985 begann in Delmas das Delmas Treason Trial (etwa: „Landesverratsprozess von Delmas“). 22 Anti-Apartheid-Aktivisten, darunter drei führende Mitglieder der United Democratic Front, wurden wegen Landesverrats angeklagt. Das Verfahren wurde später nach Pretoria verlagert und dort 1988 beendet. Elf der Angeklagten wurden zu Haftstrafen verurteilt, die aber 1989 vom Obersten Gerichtshof des Landes aufgehoben wurden.

## Wirtschaft und Verkehr
Delmas ist zentraler Ort eines Gebietes, in dem vor allem Mais, Weizen und Kartoffeln angebaut werden und Geflügelzucht betrieben wird. Der schwedische Maschinenbaukonzern Sandvik Mining and Construction betreibt in Delmas seine Hauptwerkstatt für die untertägig eingesetzte Kohleabbautechnik der Minen in der umliegenden Karoo-Supergruppe beziehungsweise dem Karoo-Hauptbecken. Vereinzelt werden hier auch Maschinen gewartet, die am Merensky Reef zum Abbau und der Förderung von Platin und Platinmetallen herangezogen werden.
Die Stadt liegt südlich der Autobahn M12, die Johannesburg mit der N4 bei Witbank verbindet. Die Bahnstrecke Johannesburg–Maputo führt von West nach Ost durch Delmas. Personenzüge halten nicht in Delmas.

## Persönlichkeiten
- Cecily Sash (1924–2019), Malerin, Bildhauerin und Lehrerin